# Премия за риск
«Премия за риск» (англ. The Prize of Peril) — фантастический рассказ Роберта Шекли, написанный в 1958 году и впервые опубликованный в сборнике «Лавка бесконечности» в 1960 году. В произведении автор поднимает вопрос о свободе воли человека, об осознании жизни и смерти, о смысле риска за деньги, и о сути так называемых реалити-шоу.
На русском языке публиковался под разными названиями: в переводе М. Данилова, Б. Носика — «Премия за риск», в переводе И. Замориной — «Большая охота».

## Сюжет
Рэдер принимает участие в известнейшем и опасном шоу ужасов «Премия за риск». Главная задача участника продержаться живым семь дней. Сделать это крайне сложно, так как на Рэдера охотится банда Томпсона.
Рэдэр участвовал и в других подобных передачах. В одних случаях просто профессионалов заменяют любители (так, Рэдер пробовал себя в качестве тореадора), в других опасности умышленно создаются организаторами шоу (как в «Подводном риске»).
Много раз он был на волосок от смерти, но его спасали добрые телезрители, предупреждая его, кормя или пряча, но при этом он встречал упрёки в том, что совершил глупость, согласившись участвовать в таком шоу. Он даёт себе клятву никогда больше не участвовать в подобных играх, если выживет сейчас. Спасшая Джима девушка говорит, что он плохо цепляется за жизнь, а шоу нужно больше зрелищ, и банде приказано щадить его до поры до времени. Его ранят, но в итоге время истекает, и он побеждает, когда уже видит дуло пистолета перед лицом. При этом, согласно оригинальному тексту, у героя вероятно повреждается рассудок — ведущий говорит: «Джим Редер временно не в себе. Но это же только временно! Джей-Би-Си наймёт лучших психиатров и психоаналитиков».
По рассказу сняты две фильма: немецкий фильм «Игра на миллион» в 1970 году и франко-югославский фильм «Цена риска» в 1983 году.